# Thuyền rồng tại Đại hội Thể thao châu Á 2018
Thuyền rồng (đua thuyền truyền thống) tại Đại hội Thể thao châu Á 2018 được tổ chức tại Palembang, Indonesia từ ngày 25 đến ngày 27 tháng 8 năm 2018 như một phần của phần thi canoeing. Tất cả nội dung thi đấu của môn thể thao này đều được tổ chức tại Hồ Jakabaring.

## Lịch thi đấu
| H | Heats | R | Repechages | BK | Bán kết | CK | Chung kết |

| ND↓/Ngày→ | 25/8 Thứ 7 | 25/8 Thứ 7 | 25/8 Thứ 7 | 25/8 Thứ 7 | 26/8 CN | 26/8 CN | 26/8 CN | 26/8 CN | 27/8 Thứ 2 | 27/8 Thứ 2 | 27/8 Thứ 2 | 27/8 Thứ 2 |
| --------- | ---------- | ---------- | ---------- | ---------- | ------- | ------- | ------- | ------- | ---------- | ---------- | ---------- | ---------- |
| 200 m     | H          | R          | BK         | CK         |         |         |         |         |            |            |            |            |
| 500 m     |            |            |            |            | H       | R       | BK      | CK      |            |            |            |            |
| 1000 m    |            |            |            |            |         |         |         |         | H          | R          | BK         | CK         |
| 200 m     | H          | R          | BK         | CK         |         |         |         |         |            |            |            |            |
| 500 m     |            |            |            |            | H       | R       | BK      | CK      |            |            |            |            |

## Danh sách huy chương

### Nữ
| Nội dung | Vàng | Bạc | Đồng |
| -------- | --- | --- | --- |
| 200 m    | Trung Quốc · Peng Xiaojuan · Dong Aili · Chen Chen · Wang Jing · Wang Li · Xu Fengxue · Zhong Yuan · Chen Xue · Tang Shenglan · Song Yanbing · Liang Liping · Huang Yi · Hu Chen · Bai Ge · Pan Huizhu · Li Lianying                                | Indonesia · Ririn Puji Astuti · Since Lithasova Yom · Ramla B · Fazriah Nurbayan · Alvonsina Monim · Stevani Maysche Ibo · Masripah · Shifa Garnika Nurkarim · Christina Kafolakari · Selvianti Devi Hidayat · Raudani Fitra · Astri Dwijayanti · Emiliana Deau · Aswiati · Riana Yulistrian · Risti Ardianti | Triều Tiên · To Myong-suk · Yun Un-jong · Ri Hyang · Kim Su-hyang · Jong Ye-song · Ho Su-jong · Cha Un-yong · Cha Un-gyong · Hyun Jae-chan · Kang Cho-hee · Lee Ye-lin · Choi Yu-seul · Jang Hyun-jung · Byun Eun-jeong · Jo Min-ji · Kim Hyeon-hee                                                                              |
| 500 m    | Triều Tiên · To Myong-suk · Yun Un-jong · Ri Hyang · Kim Su-hyang · Jong Ye-song · Ho Su-jong · Cha Un-yong · Cha Un-gyong · Hyun Jae-chan · Kang Cho-hee · Lee Ye-lin · Choi Yu-seul · Jang Hyun-jung · Byun Eun-jeong · Jo Min-ji · Kim Hyeon-hee | Trung Quốc · Peng Xiaojuan · Dong Aili · Chen Chen · Wang Jing · Wang Li · Xu Fengxue · Zhong Yuan · Chen Xue · Tang Shenglan · Song Yanbing · Liang Liping · Huang Yi · Hu Chen · Bai Ge · Pan Huizhu · Li Lianying                                                                                          | Thái Lan · Kanittha Nennoo · Nipatcha Pootong · Nipaporn Nopsri · Pranchalee Moonkasem · Wararat Plodpai · Wanida Thammarat · Prapaporn Pumkhunthod · Suphatthra Kheha · Patthama Nanthain · Praewpan Kawsri · Nattakant Boonruang · Mintra Mannok · Jariya Kankasikam · Arisara Pantulap · Saowanee Khamsaeng · Jaruwan Chaikan |

## Bảng tổng sắp huy chương
| Hạng               | Đoàn                    | Vàng | Bạc | Đồng | Tổng số |
| ------------------ | ----------------------- | ---- | --- | ---- | ------- |
| 1                  | Trung Quốc (CHN)        | 2    | 2   | 0    | 4       |
| 2                  | Đài Bắc Trung Hoa (TPE) | 2    | 1   | 0    | 3       |
| 3                  | Triều Tiên (COR)        | 1    | 0   | 2    | 3       |
| 4                  | Indonesia (INA)         | 0    | 2   | 1    | 3       |
| 5                  | Thái Lan (THA)          | 0    | 0   | 2    | 2       |
| Tổng số (5 đơn vị) | Tổng số (5 đơn vị)      | 5    | 5   | 5    | 15      |

## Quốc gia tham dự
Tổng cộng 341 vận động viên đến từ 11 quốc gia tranh tài ở bộ môn thuyền rồng tại Đại hội Thể thao châu Á 2018:
- Trung Quốc (32)
- Đài Bắc Trung Hoa (32)
- Hồng Kông (29)
- Ấn Độ (31)
- Indonesia (32)
- Triều Tiên (32)
- Malaysia (32)
- Myanmar (30)
- Philippines (27)
- Singapore (32)
- Thái Lan (32)